# Bergenskjöld
Bergenskjöld eller Bergensköld är ett svenskt efternamn, använt inom flera olika släkter. 
Dels finns en adelsätt Bergenskjöld, dels är det ett soldatnamn från Bohusläns regemente känt sedan 1600-talet och slutligen är det namnet på en godsägarsläkt från Närke.
Idag finns ingen person folkbokförd med namnet Bergensköld eller Bergenskjöld, men namnet levde kvar långt in på 1900-talet. Även från USA är namnet känt i och med väckelsepredikanten Nicolaus Bergensköld vilken under senare delen av 1800-talet verkade i Mellanvästerns svenskbygder.